# 菲尔斯滕里德西站
菲尔斯滕里德西站（德語：U-Bahnhof Fürstenried West）是慕尼黑地铁3号线位于慕尼黑塔尔基兴-上森德灵-福斯滕里德-菲尔斯滕里德-索恩的一座车站，是慕尼黑地铁3号线的终点站。